# فرناندو مارتینز (بازیکن فوتبال اهل اسپانیا)
فرناندو مارتینز (انگلیسی: Fernando Martínez؛ زادهٔ ۱۰ ژوئن ۱۹۹۰) بازیکن فوتبال اهل اسپانیا است.
از باشگاه‌هایی که در آن بازی کرده‌است می‌توان به باشگاه فوتبال رئال مورسیا اشاره کرد.
وی همچنین در تیم ملی فوتبال زیر ۱۹ سال اسپانیا بازی کرده‌است.